# GE三洋クレジット
GE三洋クレジット株式会社（ジーイーさんようクレジット）は、かつて存在した米ゼネラル・エレクトリック（GE）系の法人金融会社・GEフィナンシャルサービス株式会社の一事業部門。リース・割賦販売などの事業を行う。
現在は日本GE株式会社の法人金融部門「GEキャピタル」に統合。

## 概説
前身は三洋電機の子会社・三洋電機クレジット株式会社。三洋電機の上場子会社であったが2007年にTOBにより買収されてGEのグループ会社となり、翌2008年、GE三洋クレジット株式会社に社名変更。その後、2009年1月1日に同じGE系列のGEフィナンシャルサービスに吸収合併され、同社の一部門となった。そしてGEフィナンシャルサービスも、2010年1月1日にGEの日本法人である日本GEに吸収合併され、GE三洋クレジット部門もGEキャピタルに統合された。
元々は三洋電機の家電製品の月販部門として発足したが、1990年代後半には個人事業主・中小企業を主な対象とした電気機器やカーリースなどのリース業、子会社の三洋倶楽部を通じた商工ローンの取扱いが過半を占めており、三井住友トラスト・パナソニックファイナンスやソニーファイナンスなど一般消費者向けのクレジットカードを取り扱うメーカー系信販とは売り上げ構成が異なっていた。三洋電機グループの中では高収益を上げていた。

## 主な事業
- ファイナンスリース・オペレーティングリース・オートリースなどの総合リース事業
- 法人・事業者向けクレジット
- 不動産業界向け融資
- 口座振替集金代行サービス
- 生命保険・損害保険代理店事業

## 沿革
- 1969年（昭和44年）4月 - 三洋電機クレジット株式会社を設立（本社：大阪府守口市）。
- 1992年（平成4年）- 中央リソグラ印刷子会社化（後に三洋リソグラ印刷に商号変更）
- 1994年（平成6年）- 本社を大阪市中央区に移転。
- 1996年（平成8年）- 大阪証券取引所2部に上場。
- 1997年（平成9年）- 東京証券取引所2部に上場。
- 1998年（平成10年）- 子会社として株式会社三洋倶楽部を設立。
- 1999年（平成11年）- 東証および大証1部に上場。三洋レンテックを設立。
- 2000年（平成12年）- 三洋ファイナンシャルテクノロジー、三洋カーシステム、三洋ビジネスプランニング、シー・シー・エー設立。
- 2002年（平成14年）- 三洋レンテック・三洋ビジネスプラニングが合併し、三洋ビジネスプラニングとなる。三洋ビジネスプラニングが三洋リソグラ印刷を吸収合併。シー・シー・エーを解散。
- 2004年（平成16年）- 三洋メディカルパートナーズを解散。
- 2005年（平成17年）12月 - 三洋電機再建の一環で、ゴールドマンサックスらに対する第三者割当増資を行い、筆頭株主が三洋電機からゴールドマンサックスとなる。
- 2007年（平成19年）5月 - TOBなど一連の手続きを経て、ゼネラル・エレクトリックの100%出資子会社であるSTVパートナーズの子会社（97.15%）となり、東証・大証上場廃止。定款変更などを行い、株式を全部取得条項付にした後、11月にSTVパートナーズ以外の株主が端株になるよう株式の取得と交付が行われ、同社が完全子会社化。
- 2008年（平成20年）
  - 1月1日 - GE三洋クレジット株式会社に社名変更。
  - 8月1日 - 三洋ビジネスプランニングおよび三洋カーシステムを吸収合併。
- 2009年（平成21年）1月1日 - GEフィナンシャルサービス株式会社に吸収合併され、会社解散[2]。同社の一事業「GE三洋クレジット」となった。GE三洋クレジット社長の遠山卓治は、GEフィナンシャルサービス株式会社の共同社長に就任。
- 2010年（平成22年）1月1日 - GEフィナンシャルサービス株式会社が日本GE株式会社に吸収合併され解散。商工ローン子会社の三洋倶楽部はエスシー倶楽部へ社名変更し、GEキャピタル傘下で存続。

## 関連会社
- 株式会社エスシー倶楽部（旧・株式会社三洋倶楽部・事業者向けローンなどを扱う子会社）
- 株式会社三洋ファイナンシャルテクノロジー
- 有限会社サンヨー・シーアール・キャピタル・リミテッド
- RSインベストメント株式会社（ローヤル電機株式会社との合弁）
- 株式会社ハナテン（25％出資）